# Giorgio Roletto
Giorgio Roletto (Bobbio Pellice, 13 marzo 1885 – Trieste, 2 maggio 1967) è stato un geografo italiano, professore di geografia economica all'Università di Trieste, di cui fu Rettore facente funzioni nel biennio 1944-1945..

## Biografia
Giorgio Bonifacio Roletto, piemontese delle valli valdesi, si laureò in Lettere all'Università di Bologna nel 1914 con una tesi di carattere geografico su La descrittione di tutta Italia di Leandro Alberti e le sue fonti geografiche, iniziando quindi ad insegnare presso Scuole superiori prima ed intraprendendo la carriera accademica poi.
Incardinato all'Università di Trieste, assieme al suo giovane Assistente Ernesto Massi negli anni trenta del secolo scorso fu il fondatore della Scuola italiana di Geopolitica presso l'Ateneo giuliano, filone di studi che ruotava attorno all'omonima rivista (Geopolitica. Rassegna mensile di geografia politica, economica, sociale, coloniale) edita tra il 1939 ed il 1942.
Vennero così diffuse per la prima volta in Italia le teorie geopolitiche, osteggiate per la loro carica di novità dall'ambiente della geografia "ufficiale". Questo pur godendo "Geopolitica" dell'appoggio del gerarca Giuseppe Bottai e riportando nel primo numero un indirizzo di saluto del noto geopolitico tedesco Karl Haushofer, docente all'Università di Monaco.
Nel dopoguerra la geopolitica entrò nell'oblio in quanto considerata una discliplina di stampo nazista ed imperialista; Giorgio Roletto si concentrò quindi su studi di geografia economica  su paesi e località dell'Adriatico e del Mediterraneo orientale (la Jugoslavia, Israele, la funzione economica del porto di Trieste, ecc.), lavori nelle cui pagine, tuttavia, riecheggiano ancora le antiche idee "geopolitiche".

## Opere principali
- Lezioni di geografia economico-politica: anno accademico 1932/33, Cedam, Padova, 1933
- America atlantica, Vallardi, Milano, 1933
- Il porto di Trieste, Zanichelli, Bologna, 1941
- Trieste e i suoi problemi, Borsatti, Pordenone, 1952
- La Jugoslavia economica, Giuffrè, Milano, 1956
- Israele, Giuffrè, Milano, 1960